# Васильєвка (Шилкинський район)
Васи́льєвка (рос. Васильевка) — село у складі Шилкинського району Забайкальського краю, Росія. Входить до складу Верхньохілинського сільського поселення.

## Населення
Населення — 122 особи (2010; 172 у 2002).
Національний склад (станом на 2002 рік):
- росіяни — 89 %